# باززایش بیشه
باززایش بیشه (به انگلیسی: Bush regeneration)، نوعی بازسازی منطقه طبیعی و اصطلاحی است که در استرالیا برای بازسازی بوم‌شناختی مناطق پوشش گیاهی باقی‌مانده، از جمله از طریق به حداقل رساندن آشفتگی‌های منفی، هم برون‌زا مانند علف‌های هرز بیگانه و هم درون‌زا مانند فرسایش استفاده می‌شود. همچنین ممکن است تلاش کند تا شرایط پیش از رسیدن اروپاییان را بازسازی کند، برای مثال با شبیه‌سازی آشفتگی‌های درون‌زا مانند آتش‌سوزی. باززایش بیشه تلاش می‌کند تا از تنوع زیستی گل در یک منطقه با فراهم کردن شرایط مناسب برای جذب و بقای گیاهان بومی حمایت و تقویت کند.